# Colynthaea
Colynthaea is een kevergeslacht uit de familie van de boktorren (Cerambycidae). De wetenschappelijke naam van het geslacht werd voor het eerst geldig gepubliceerd in 1878 door Thomson.

## Soorten
Colynthaea is monotypisch en omvat slechts de volgende soort:
- Colynthaea coriacea (Erichson, 1848)